# Sapha (slak)
Sapha is een geslacht van weekdieren uit de klasse van de Gastropoda (slakken).

## Soort
- Sapha amicorum Marcus, 1959